# Svetozara Markovića
Svetozara Markovića (en serbe cyrillique : Светозара Марковића) est une rue de Belgrade, la capitale de la Serbie, située dans les municipalités urbaines de Vračar et de Savski venac.
La rue est ainsi nommée en l'honneur de Svetozar Marković, un socialiste serbe du XIXe siècle.

## Parcours
La rue Svetozara Markovića naît au niveau du Bulevar kralja Aleksandra (le « Boulevard du roi Alexandre »). Elle oriente sa course vers le sud-ouest et croise la rue Krunska puis croise ensuite sur sa droite la rue Mišarska. Toujours en direction du sud-ouest, elle croise les rues Njegoševa et Kralja Milana et longe le parc du Manjež (Manège) ; elle croise ensuite les rues Nemanjina, Birčaninova, Vojvode Milenka (sur sa droite) et Tiršova (sur sa gauche) avant d'aboutir dans la rue Pasterova.

## Architecture

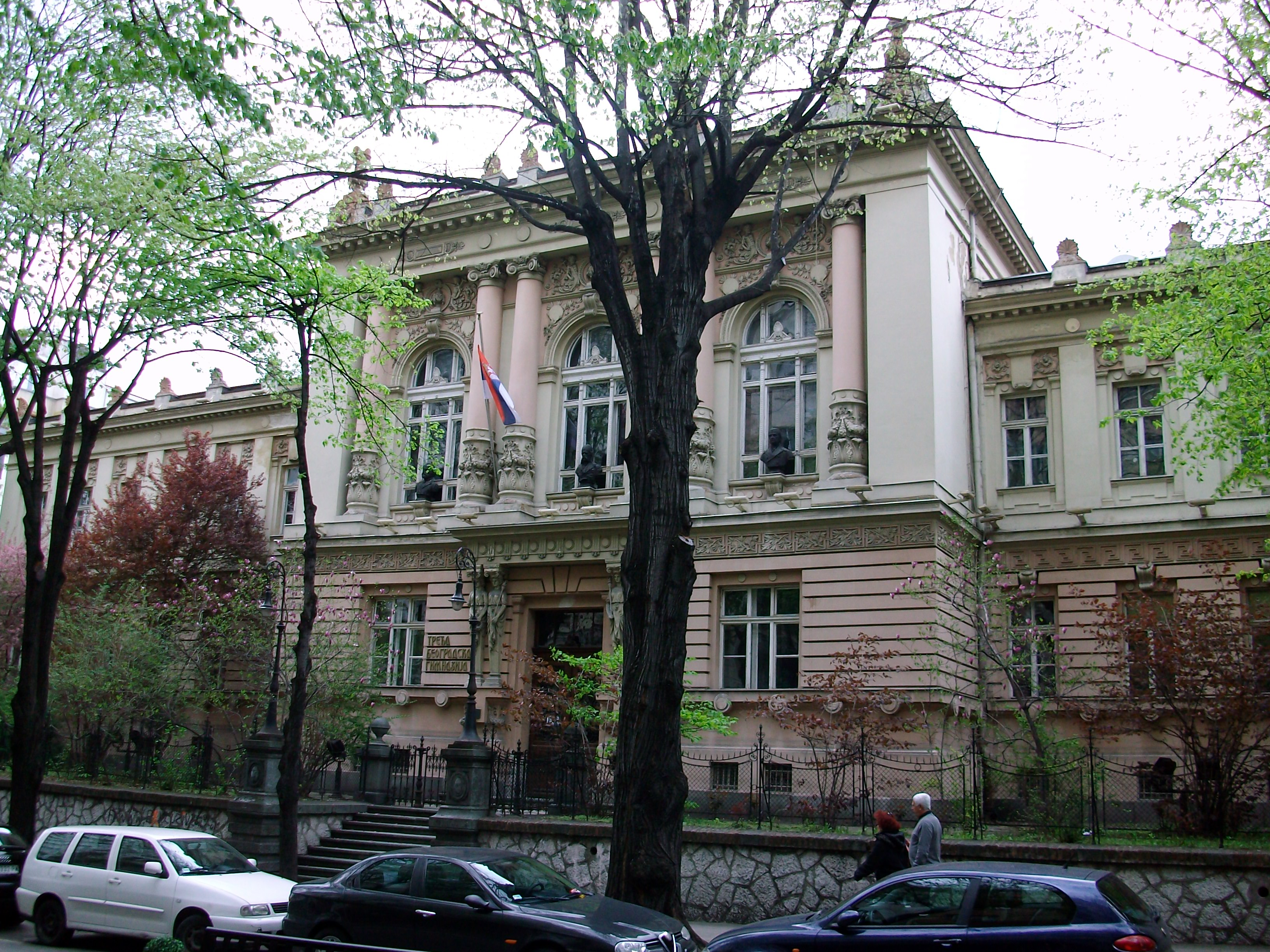
Le bâtiment du 3e lycée de Belgrade

L'archevêché de Belgrade, situé au n° 20, a été construit en 1884, doté d'un rez-de-chaussée et d'un étage, avec un jardin ; cet édifice est considéré comme un accomplissement de l'architecture des années 1880 dans la capitale serbe ; ni le nom de l'architecte ni les circonstances entourant la construction du bâtiment ne sont connus ; en revanche, il est inscrit sur la liste des biens culturels de la ville de Belgrade. L'orphelinat de Belgrade, situé au n° 72, a été construit entre 1887 et 1892, selon des plans de l'architecte viennois Anton Haderer, dans un style académique typique du XIXe siècle ; l'établissement a été financé par la Société pour l'éducation et la protection des enfants, créé en 1879, ainsi que par les contributions des citoyens de la ville de Belgrade ; il est inscrit sur la liste des biens culturels de la ville de Belgrade.
Le bâtiment du 3e lycée de Belgrade, situé 15 rue Njegoševa et 33 rue Svetozara Markovića, a été achevé en 1906 d'après un projet des architectes Dragutin Đorđević et Dušan Živanović ; en raison de sa valeur architecturale et historique, il figure sur la liste des monuments culturels de grande importance de la république de Serbie et aussi sur celle des biens culturels de la ville de Belgrade.

## Institutions
L'archevêché catholique de Belgrade a son siège au n° 20.
L'institut pour l'application de l'énergie nucléaire (Institut za primenu nuklearne energije ; en abrégé : INEP) a été fondé en 1959 ; situé au n° 44, il travaille notamment en liaison avec l'agriculture, la sylviculture et les soins vétérinaires.
Le siège de l'UNICEF pour la Serbie est situé au n° 58.

## Éducation
L'école maternelle Biser (en serbe : Dečiji vrtić Biser) se trouve au n° 14 de la rue. La rue abrite aussi l'école pour malentendants Silvija Kranjčević (Srednja škola za oštećene sluhom Silvije Kranjčević)
L'Institut d'études politiques de Belgrade est situé au n° 36 ; il a été fondé en 1968.

## Économie
L'hôtel Manjež Exclusive Villa, situé au n° 49, et dont l'origine remonte à la Kafana Manjež, créée en 1836, au n° 85.

## Transports
La rue Svetozara Markovića est desservie par la ligne de bus 24 (Dorćol - Neimar) de la société GSP Beograd.